# Ahn Hyo-seop
Ahn Hyo-seop (ur. 17 kwietnia 1995 w Seulu) znany również jako Paul Ahn, to kanadyjski aktor i piosenkarz mieszkający w Korei Południowej. Zyskał uznanie dzięki głównym rolom w koreańskich dramatach Still 17 (2018), Abyss (2019), Dr. Romantic 2 (2020), Lovers of the Red Sky (2021) i Business Proposal (2022).

## Wczesne lata i edukacja
Ahn Hyo-seop urodził się 17 kwietnia 1995 roku w Seulu w Korei Południowej jako trzecie z czwórki rodzeństwa. Kiedy miał siedem lat, jego rodzina wyemigrowała do Toronto w Kanadzie. Hyo-seop powrócił później do Korei Południowej, gdy miał 17 lat, a jego rodzina pozostała w Kanadzie. Uczęszczał i ukończył Uniwersytet Kookmin na wydziale Biznesu Międzynarodowego. 

## Kariera
Po powrocie do Korei Południowej, został zauważony przez agencję JYP Entertainment i przez trzy lata trenował, zamieszkując wraz z członkami boysbandu Got7 w domu dla praktykantów. Jednak ze względu na swój wzrost i brak umiejętności, był zestresowany, więc zdecydował się pójść w kierunku aktorstwa.

### 2015–2016: Debiut z One O One, debiut aktorski i początki kariery
1 października 2015 roku agencja Starhaus Entertainment założył grupę projektową One O One, wydając debiutancki singiel „Love You”. Grupa składała się z Ahna oraz innych aktorów należących do Starhaus: Kwak Si-yang, Song Won-seok i Kwon Do-kyun. Jednakże grupa prawdopodobnie rozpadła się z powodu braku aktywności od stycznia 2019 roku.
Zadebiutował jako aktor w dramacie Splash Splash Love stacji MBC. Następnie został członkiem obsady programu muzycznego Always Cantare. W 2016 roku zagrał drugoplanowe role w dramatach One More Happy Ending, Happy Home i Entertainer.

### Od 2017: Przejście do głównych ról
Jego popularność wzrosła po pierwszej głównej roli w dramacie Queen of the Ring oraz My Father is Strange w 2017 roku. Następnie kontynuował karierę jako aktor grający główne role.
W 2018 roku Ahn zagrał w dramacie Still 17, wcielając się w pasjonującego licealistę Yoo Chana - kapitana szkolnego klubu wioślarskiego. a swoją rolę zdobył nagrodę dla najlepszego nowego aktora oraz był nominowany do nagrody „Character of the Year” na SBS Drama Awards 2018 wraz z Jo Hyun-sik i Lee Do-hyun. W tym samym roku zagrał również w dramacie Top Management, który został wyemitowany na platformie YouTube Red.
W 2019 roku wystąpił u boku Park Bo-young w romantycznej komedii Abyss w której zagrał bogatego, ale nieatrakcyjnego dziedzica imperium kosmetycznego, który przemienia się w przystojnego młodzieńca po ożywieniu przez tajemniczą kulę po swojej śmierci. Pod koniec 2019 roku został prowadzącym 4. Asia Artist Awards wraz z Leeteukiem, Lim Ji-yeon i Nancy.
W 2020 roku wystąpił w drugim sezonie hitowego serialu medycznego Dr. Romantic, gdzie zagrał chirurga ogólnego Seo Woo-jina, a Lee Sung-kyung była jego partnerką na ekranie. Serial odniósł duży sukces, a Hyo-seop i Sung-kyung spełnili swoją obietnicę i zaśpiewali dla fanów, gdy osiągnięto dwucyfrowe wyniki oglądalności. Jego występ w serialu przyniósł mu nagrodę dla najlepszego nowego aktora telewizyjnego na 56. Baeksang Arts Awards. Otrzymał również nagrodę Excellence Award, dla aktora w miniserialu akcji/dramacie gatunkowym na 2020 SBS Drama Awards.
W 2021 roku zagrał w historyczno-fantastycznym serialu Lovers of the Red Sky, zaadaptowanym z powieści napisanej przez Jung Eun-gwol. Wcielił się w rolę Hana Rama, niewidomego astrologa, który czyta gwiazdy, jednocześnie prowadząc zamaskowane życie jako Ilwolseong - szef organizacji informacyjnej, którego ciało jest opanowane przez Ma Wanga (Króla Demonów) od dzieciństwa. Wraz z Kim Yoo-jung, która zagrała Hong Cheon-gi, stworzył świetnie odzwierciedlony duet na ekranie. Za swoją grę w wielu wcieleniach, jako Ha Ram, Ilwolseong i Ma Wang, otrzymał nagrodę Excellence Award, dla aktora w miniserialu akcji/dramacie gatunkowym oraz zdobył nagrodę dla najlepszej pary z Kim Yoo-jung na 2021 SBS Drama Awards.
W 2022 roku zagrał w romantycznej komedii Business Proposal emitowanej przez SBS i dystrybuowanej przez Netflix, która została zaadaptowana z webtoonu o tym samym tytule. Współgwiazdą była Kim Se-jeong. W marcu 2022 roku został obsadzony w serialu Netflix A Time Called You, południowokoreańskiej adaptacji tajwańskiego dramatu Someday Or One Day. W maju 2022 roku podpisał kontrakt z The Present Co., agencją, którą współzałożył z menedżerem, który pracował z nim przed jego debiutem.

## Filmografia

### Filmy
| Rok | Tytuł                         | Rola       |
| --- | ----------------------------- | ---------- |
|     | Omniscient Reader's Viewpoint | Kim Dok-ja |

### Seriale
| Rok       | Tytuł                                   | Rola                      | Stacja telewizyjna |
| --------- | --------------------------------------- | ------------------------- | ------------------ |
| 2015      | Splash Splash Love                      | Park Yeon / Che A-jik     | MBC                |
| 2016      | One More Happy Ending                   | Ahn Jung-woo              | MBC                |
| 2016      | Happy Home                              | Choi Chul-soo             | MBC                |
| 2016      | Entertainer                             | Ji-noo                    | SBS                |
| 2017      | Three Color Fantasy – Queen of the Ring | Park Se-gun               | MBC                |
| 2017      | My Father Is Strange                    | Park Cheol-su             | KBS2               |
| 2018      | Still 17                                | Yoo Chan                  | SBS                |
| 2018      | Top Management                          | Hyun Soo-yong             | YouTube Premium    |
| 2019      | Abyss                                   | Cha Min                   | tvN                |
| 2020–2023 | Dr. Romantic                            | Seo Woo-jin               | SBS                |
| 2021      | Lovers of the Red Sky                   | Ha Ram                    | SBS                |
| 2022      | Business Proposal                       | Kang Tae-mu               | SBS                |
| 2023      | Wezwał cię czas                         | Gu Yeon-jun / Nam Si-Heon | Netflix            |